# Slic3r
Slic3r est un logiciel libre post-processeur. À partir de fichiers 3D : STL ou OBJ, il génère couche après couche, telle une trancheuse à jambon (slicer en anglais), un fichier G-code approprié pour la réalisation de pièces ou objets sur une imprimante 3D.
Slic3r participe au Google Summer of Code, avec BRL-CAD, OpenSCAD, FreeCAD et LibreCAD (les quatre étant des logiciels de CAO libres). Ces événements permettent un effort combiné et se déroulent au sein de l'organisation parapluie de BRL-CAD.

## Liens
Site officiel : http://slic3r.org/